# Ralph Brewster
Ralph F. Brewster (* 12. Februar 1914 in Atchison (Kansas); † 29. März 1990 in Tulsa) war ein US-amerikanischer Jazzsänger der späten Swingära (Tenor).
Brewster erweiterte ab 1936 die Gesangsgruppe The Modernaires, die ursprünglich aus Al Dickinson, Chuck Goldstein und Bill Conway bestand, zum Quartett. Brewster sang mit den Modernaires bei Paul Whiteman (1937–40), Ray Noble (1939) und Glenn Miller (1940). In den Nachkriegsjahren war er weiter Mitglied der Modernaires und sang in der Begleitband von Mel Tormé, den Mel Tones; ferner arbeitete er mit Johnny Hartman (1952) und Ralph Flanagan. Begleitet vom Gordon Jenkins Orchester spielte er mit seiner Formation The Ralph Brewster Singers ab 1957 drei Alben für Capitol und Columbia Records ein; außerdem trat er mit seinen Singers in der Fernsehshow von Frank Sinatra und in den frühen 1960er Jahren in der Bell Telephone Hour auf und begleitete Judy Garland auf ihrem Album The Letter. Brewster wirkte auch als Begleitvokalist an Frank Sinatras Hit „New York, New York“ und dessen Weihnachtsalbum „A Jolly Christmas“ mit. Nach Tom Lord war er von 1936 bis 1972 an 46 Aufnahmesessions beteiligt.  Brewster wirkte auch in den Filmen Adoptiertes Glück (1941), Orchestra Wives (1942, Regie Archie Mayo) und in The Joey Bishop Show (1961) mit.